# Burgstelle Obere Heidenburg
Die Burgstelle Obere Heidenburg, auch als Römerwarte bezeichnet, ist ein abgegangener römischer Wachturm in der Gemeinde Nürensdorf.

## Lage
Der Wachturm stand auf einer Anhöhe östlich oberhalb von Birchwil und überblickte einen östlich der Anhöhe verlaufenden Waldweg, der als Teil einer ehemaligen römischen Heeres- und Verkehrsstrasse vermutet wird. Ungefähr 300 Meter südwestlich der Oberen Heidenburg liegt die Burgstelle der Unteren Heidenburg, ebenfalls ein römischer Wachturm.
Die beiden Heidenburgen lagen am römischen Verkehrsweg Vindonissa (Windisch)–Vitudurum (Winterthur)–Ad Fines (Pfyn)–Arbor felix (Arbon)– Brigantium (Bregenz). Er überquerte östlich von Birchwil den Altbach und stieg dann gegen den Nürensdorfer Ortsteil Breite an, der auf einer Anhöhe liegt.
Die Burgstellen liegen in der Nähe des Wanderweges von Birchwil in Richtung Brütten.

## Geschichte
Die Heidenburgen waren Sicherungsanlagen der Römerstrasse, die unter Kaiser Valentinian I. gebaut wurde. Er war von 364 bis 375 römischer Kaiser. Sein Verdienst war die Sicherung der Rhein- und Donaugrenze gegen die Alemannen.
Im Frühmittelalter wurden die Wallanlagen der Oberen Heidenburg wahrscheinlich von einem Grossgrundbesitzer zu einer Motte umgeformt, auf der ein Turm oder ein befestigtes Haus stand. Die Anlage dürfte einem in den Dokumenten namentlich nicht erwähnten lokalen Adligen gehörte haben.
Die beiden Anlage wurde vom Altertumsforscher Ferdinand Keller in den 1860er-Jahren entdeckt, wurden aber als keltische Refugien interpretiert. Keller veröffentlichte einen Grundriss der Anlage in den Mitteilungen der Antiquarischen Gesellschaft in Zürich. Erst in den 1930er-Jahren wurde die Ansicht aufgrund von Kleinfunden revidiert. Eine Randscherbe eines Mayener Topfes liess eine genauere Datierung zu.

## Bauwerk
Die Burgstelle hat einen Durchmesser von ungefähr 30 Metern. Der Wachtturm stand auf einem Hügel, der von einem Ringgraben und einem Wall umgeben war.

## Galerie

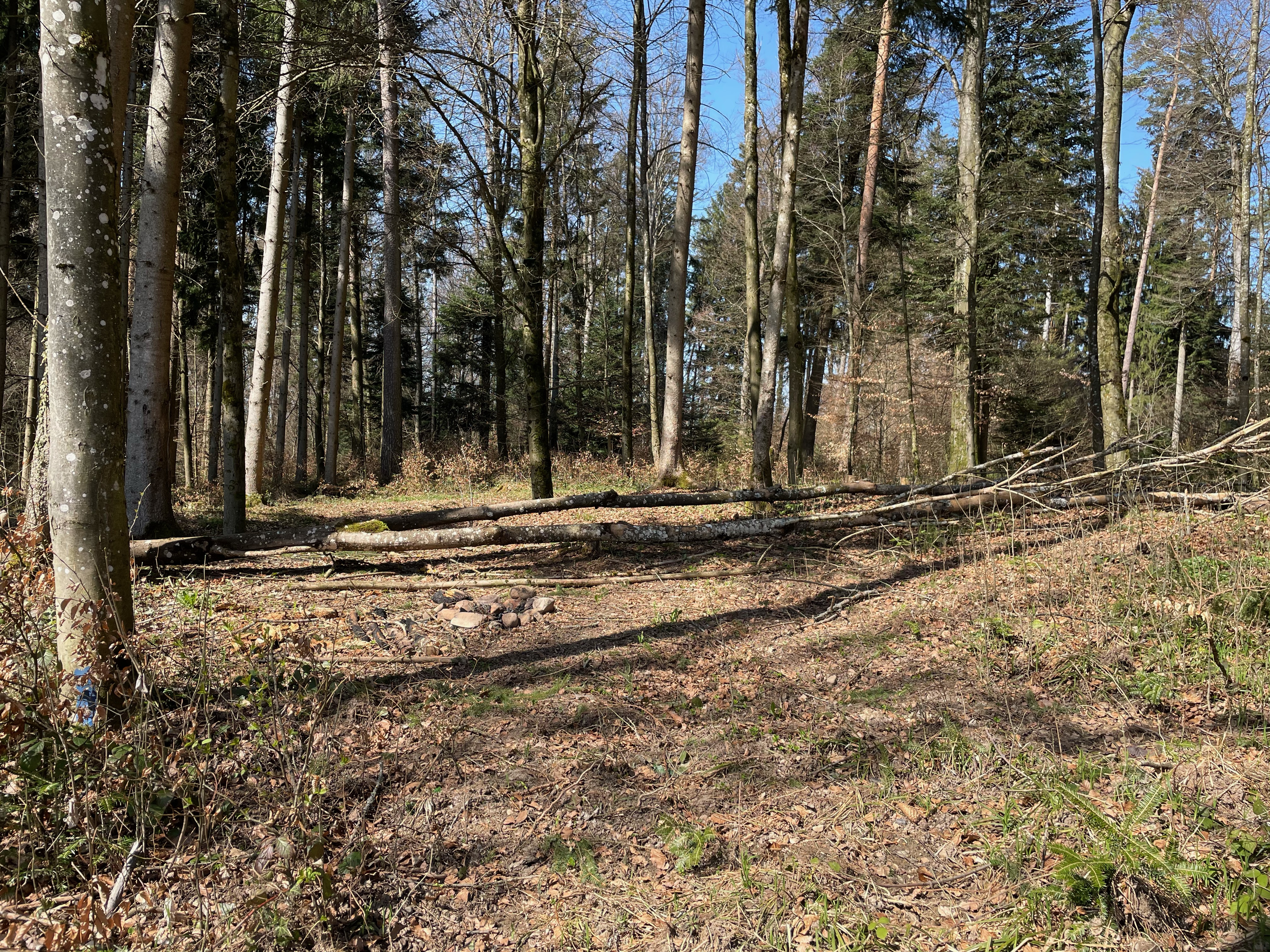
Standort des Turms
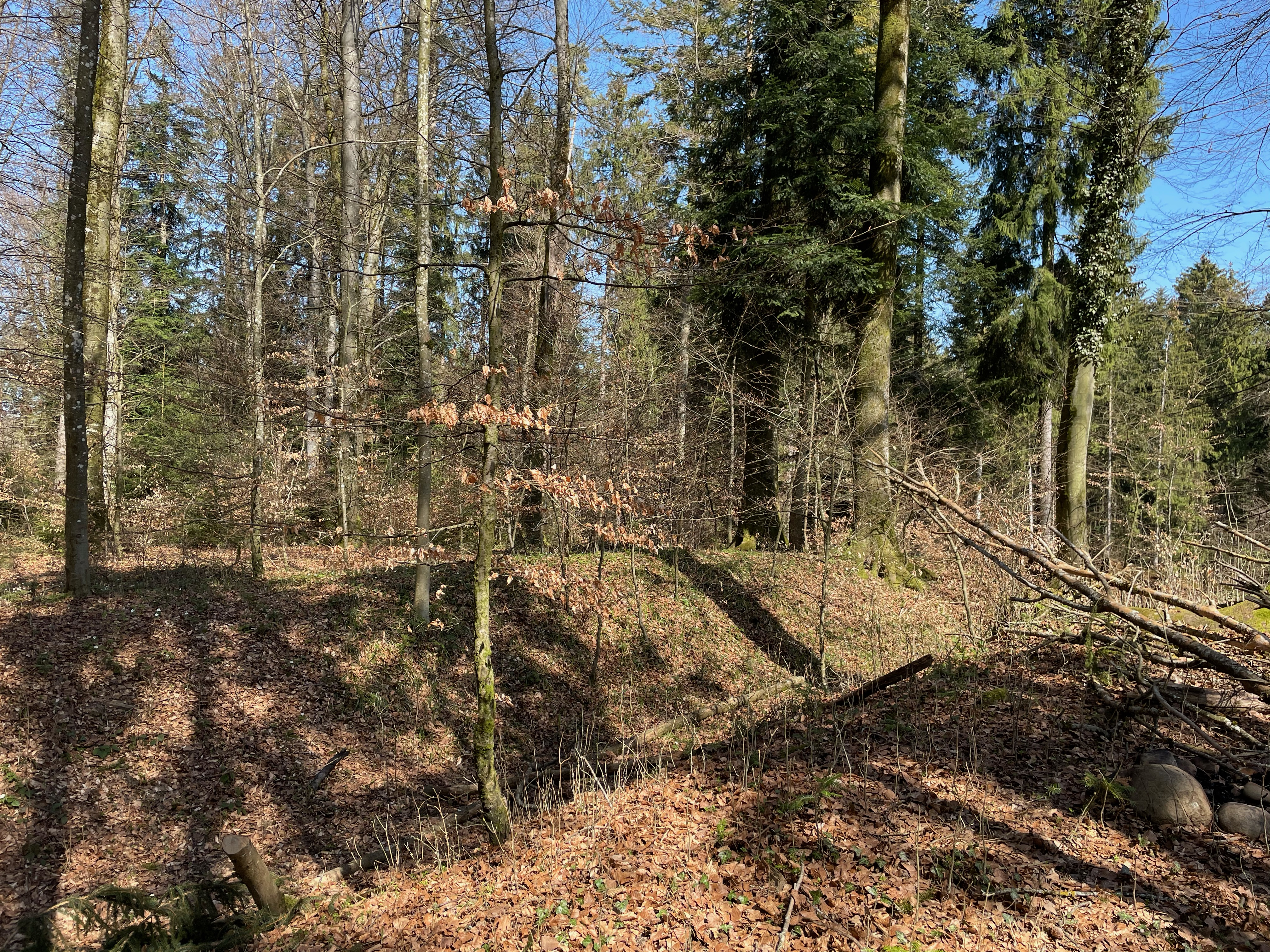
Graben
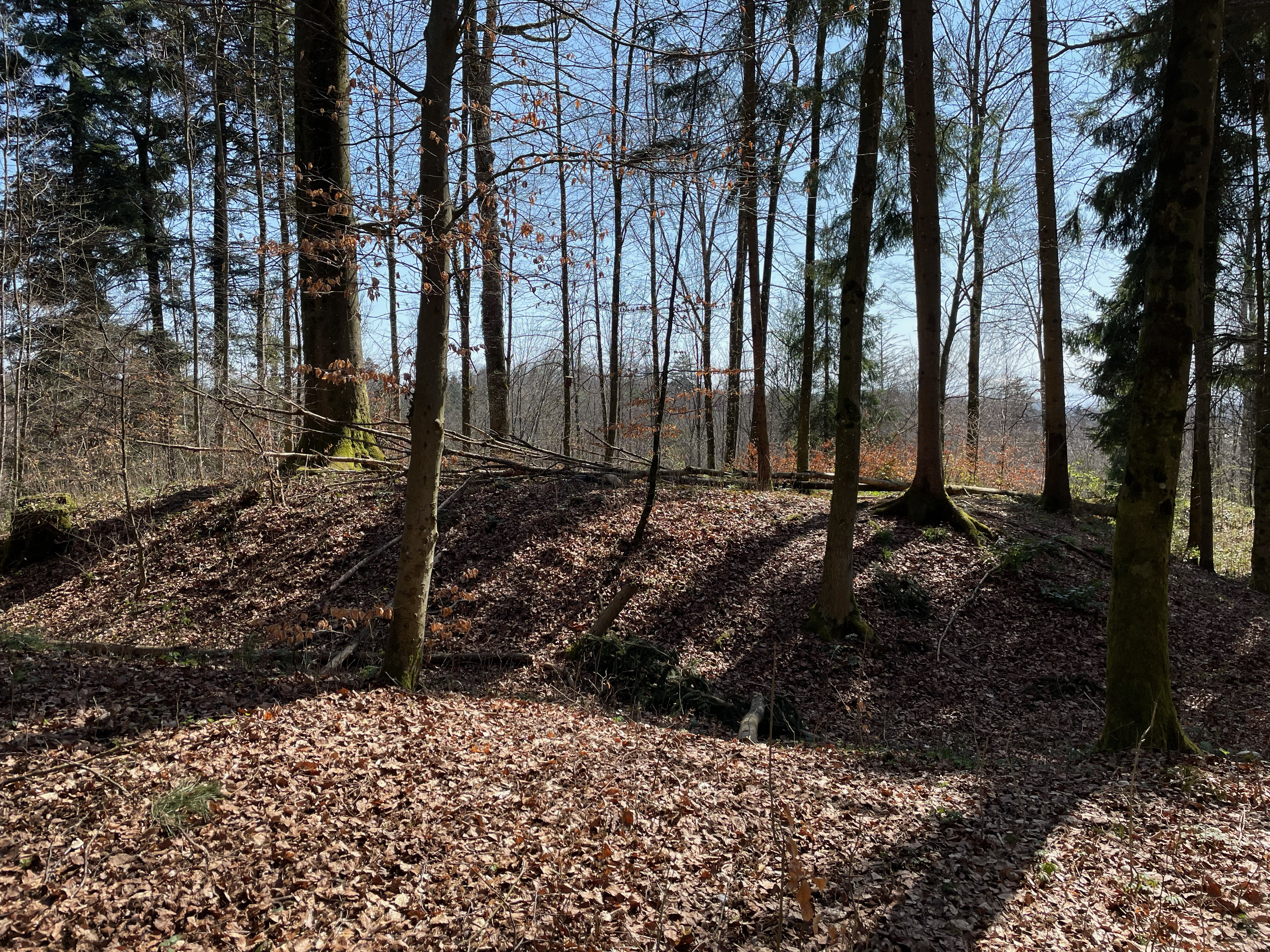
Graben und Wall
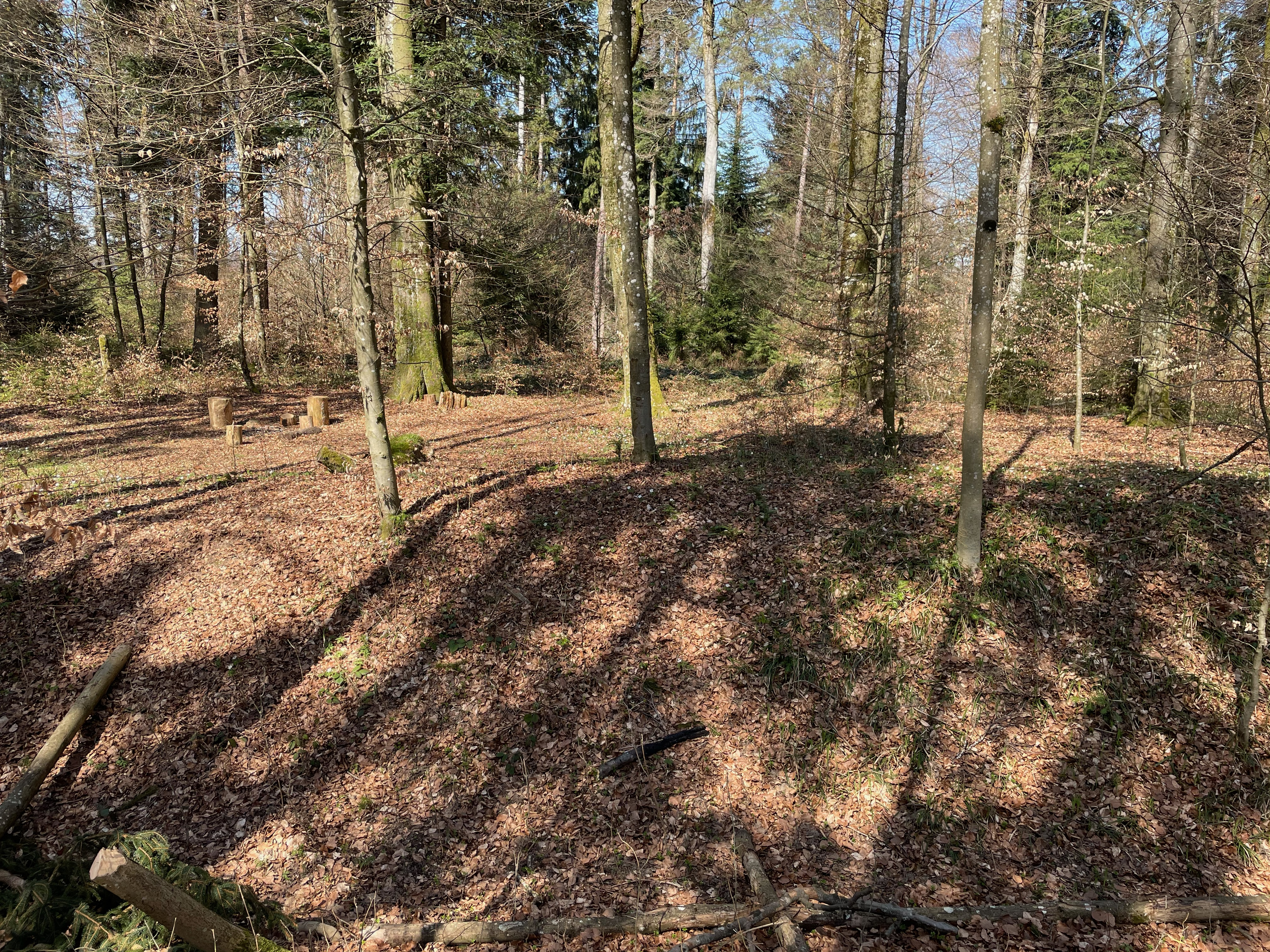
Blick über den Graben ins Vorgelände